# Masacre de Hospital Creek
La Masacre de Hospital Creek se refiere a una matanza de aborígenes australianos en 1859 en una zona rural de Nueva Gales del Sur, en Hospital Creek, aproximadamente a 10 km al noreste de Brewarrina.
Existen diferentes versiones de este evento, pero una de ellas alega que un ganadero blanco en Walcha Hut (ahora llamado Brewarrina) secuestró a una mujer aborigen. Los miembros de la tribu de la mujer advirtieron al ganadero que la liberara. Al negarse, ambos fueron asesinados. Los colonos blancos respondieron disparando a un gran número de hombres, mujeres y niños aborígenes. Otra versión afirma que la masacre fue liderada por J. McKenzie y que murieron 300 aborígenes en represalia por haber "molestado" a los colonos blancos.
En 1928, The Sydney Mail publicó un artículo titulado "Pioneers of the West: The Massacre at Hospital Creek", escrito por G. M. Smith. Esta versión nombra a Cornelius "Con" Bride, el gerente de la estación de ganado Quantambone, como el principal organizador de la masacre. Bride afirmó que muchos de sus ganados estaban siendo heridos cerca de los pozos de agua por un gran grupo de aborígenes del río Culgoa. Intentó persuadirlos para que se fueran, pero se negaron, así que fue a una estación de ganado vecina para pedir ayuda. Enviaron hombres y municiones, y Con Bride lideró una fuerza de 20 hombres armados, incluidos al menos seis "chicos negros" de la estación de ganado, para dispersar a los aborígenes del río Culgoa. Afirmó que solo dispararon a "una docena o así", pero es posible que fueran muchos más. Fue citado diciendo que
"Algunos llegaron a decir que debería haber sido juzgado por lo que hice, pero el gobierno era consciente de que el trabajo que hacíamos en el interior no podía hacerse con guantes blancos, y, por lo tanto, no estaban dispuestos a tomar medidas en tales casos, sino que dependían de la humanidad de los colonos blancos para perdonar a los nativos tanto como fuera posible."
Bride describió cómo los hombres aborígenes se escondían en los árboles en los pozos de agua y lanzaban lanzas a los ganados cuando venían a beber. El nombre de Hospital Creek deriva de la masacre, aludiendo a los muchos aborígenes heridos y muertos allí.